# 米茹
米茹（法語：Mijoux，法語發音：[miʒu]）是法国安省的一个市镇，位于该省东部，与汝拉省接壤，属于热克斯区和热克斯地区城市圈公共社区，其市镇面积为21.9平方公里，2022年1月1日时人口数量为297人。
米茹是热克斯地区城市圈公共社区的组成部分。

## 行政
米茹的邮政编码为01170、01410，INSEE市镇编码为01247。

## 地理

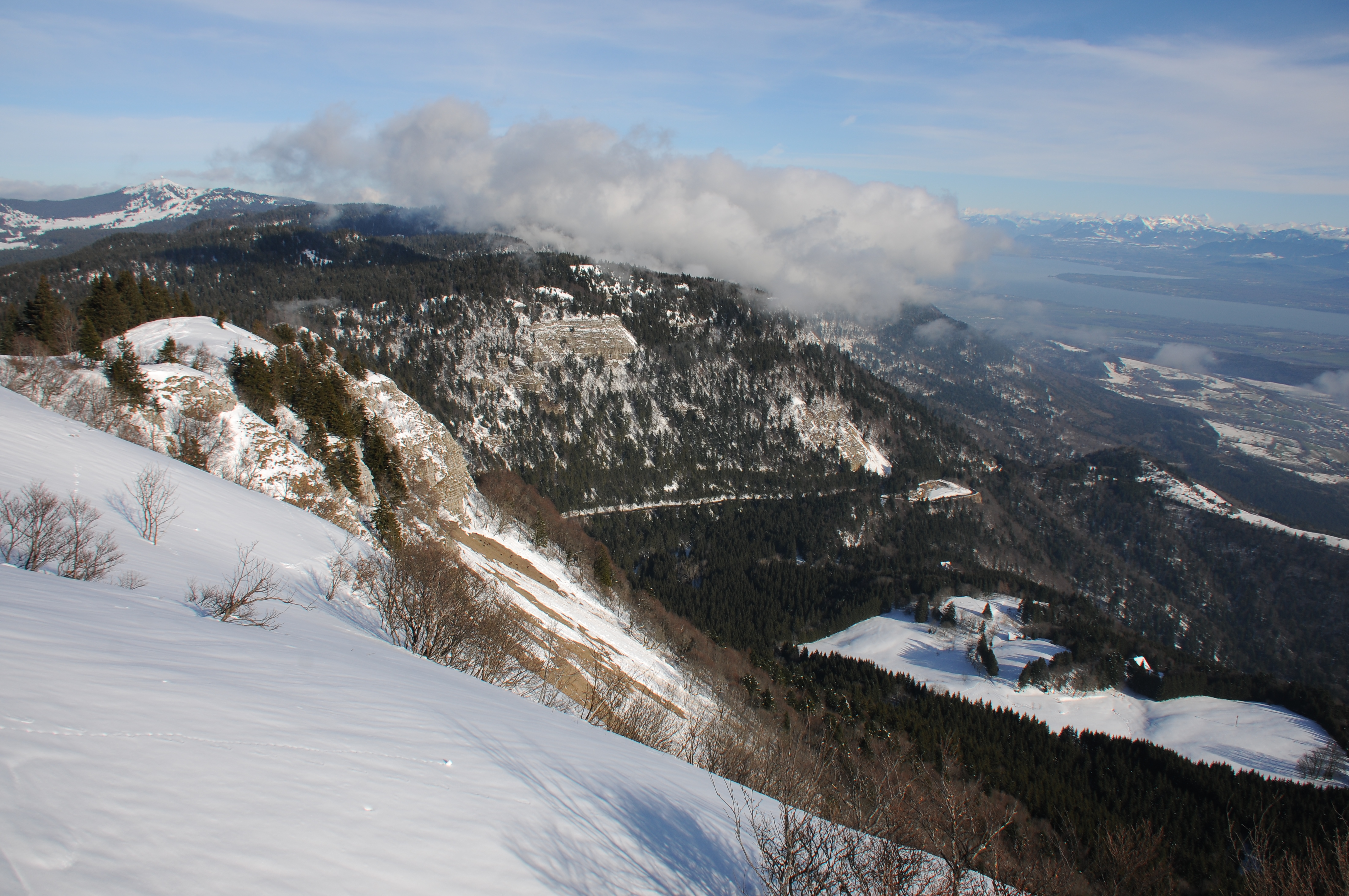
米茹境内的山区

米茹（46°21'58"N, 5°59'43"E）位于法国东部，奥弗涅-罗讷-阿尔卑斯大区东北部和安省东部，与汝拉省接壤。
与米茹接壤的市镇包括：克罗泽、迪沃讷莱班、埃什讷韦、热克斯、莱莱克斯、沃桑西、拉茹、塞蒙塞勒-莱莫吕讷。
米茹位于汝拉山东侧的一处山谷之中，市镇范围呈狭长型，境内地形复杂，起伏较大。属于罗讷河流域。
按照柯本气候分类法，米茹属于温带海洋性气候，全年温差较小，降水分布均匀。

## 历史
米茹历史上长期为一普通村落，1911年从热克斯独立而设为市镇。二战后，米茹境内的福西耶岭被开辟为滑雪场。

## 交通
安省省道D50线、D936线、D991线和D1005线经过米茹境内。

## 政治
现任米茹市长为德妮丝·科穆瓦女士（Denise Comoy），她是一名无党派人士。

## 人口
| 年份   | 1936 | 1946 | 1954 | 1962 | 1968 | 1975 | 1982 | 1990 | 1999 | 2005 | 2010 | 2015 | 2018 |
| ------ | ---- | ---- | ---- | ---- | ---- | ---- | ---- | ---- | ---- | ---- | ---- | ---- | ---- |
| 人口數 | 424  | 364  | 323  | 288  | 227  | 191  | 200  | 258  | 312  | 375  | 379  | 336  | 325  |

## 社会
米茹镇中心有一处小型超市。

## 景观

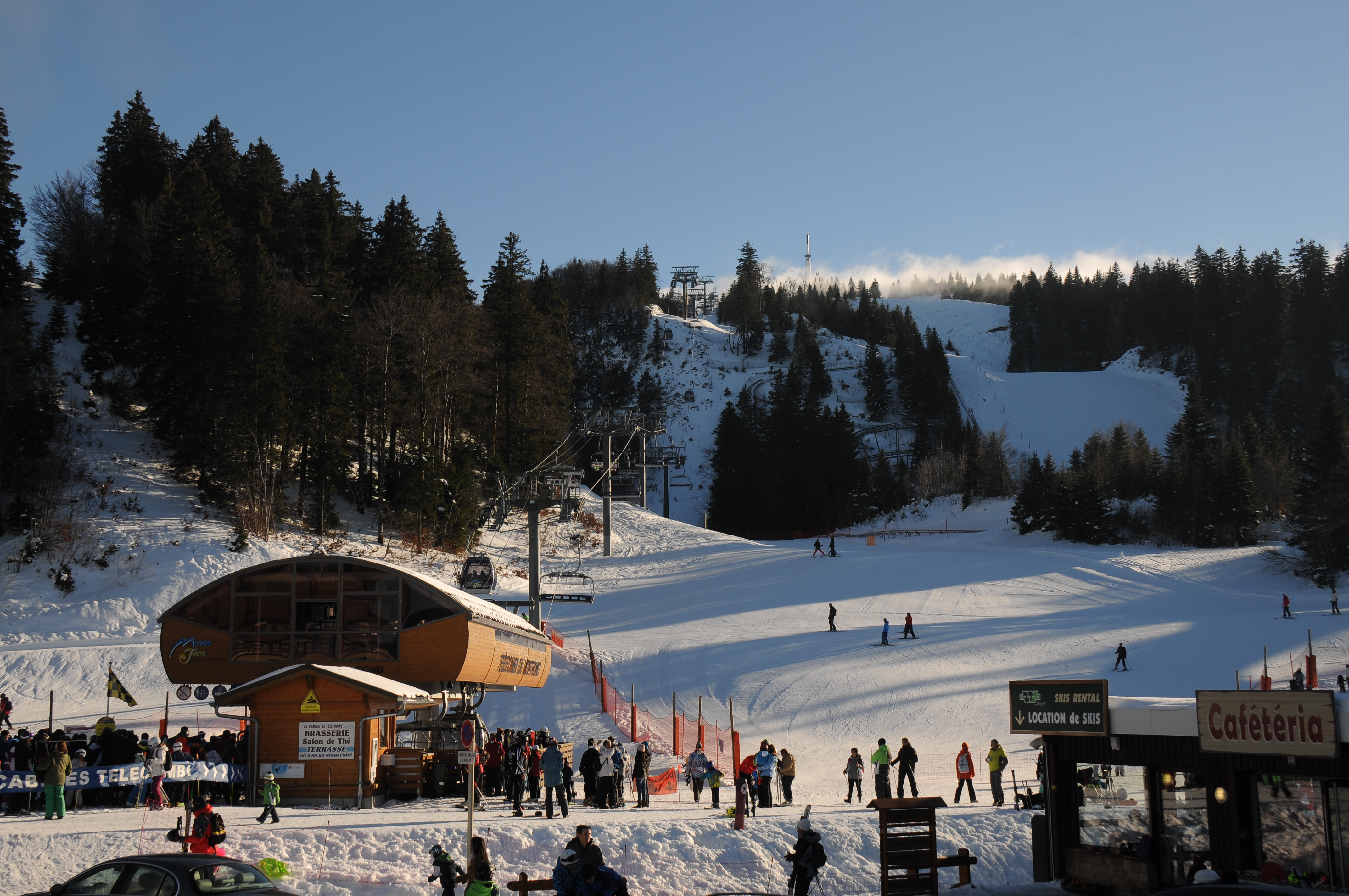
福西耶岭滑雪场

米茹因境内的福西耶岭而闻名，后者为汝拉山区的一处滑雪场，建有滑雪设施。